# Vremia (émission de télévision)
Pour les articles homonymes, voir Vremia.
Vremia (russe : Время, lit. « Le temps ») est le principal et plus ancien journal télévisé du soir en Russie. Il est diffusé depuis 1995 sur la chaîne publique Pervy Kanal (Première chaîne), et a précédemment été diffusé de sa création le 1er janvier 1968 au 27 août 1991 sur la première chaîne de la Télévision centrale soviétique.
Il est présenté depuis 1995 par la journaliste Ekaterina Andreïeva.

## Historique
Vremya est créé en 1968 par le journaliste de radio Youri Letounov (ru) et sa première édition est diffusée le 1er janvier 1968 à 21 h (GMT +11, +9, 7, 5 et 3) sur le premier programme de la Télévision centrale d'URSS. Le journal est diffusé en direct cinq fois en raison de la grande taille de la Russie (le pays s'étend sur neuf fuseaux horaires). Pendant l'ère soviétique, le programme est diffusé simultanément sur la chaîne principale de chaque république soviétique (UT-1 en RSS d'Ukraine, Programme CT Soviétique de Biélorussie en RSS de Biélorussie, Eesti Televisioon en RSS d'Estonie, Comité de la radio-télévision en RSS de Lituanie) et peut atteindre quotidiennement, en termes d'audience, les 150 millions de téléspectateurs. La diffusion dure 30 minutes, mais dans des circonstances particulières, l'émission est prolongée au-delà des 30 minutes prévues en cas de besoin, surtout pendant l'ère soviétique, notamment lors des retransmissions des cérémonies officielles et parades sur la place Rouge, des congrès et activités du PCUS, des séances plénières du Soviet suprême de l'URSS, et de la mort de dirigeants soviétiques comme Leonid Brejnev, Youri Andropov et Konstantin Tchernenko. Même les meilleurs moments de la célébration des fêtes ont également été diffusés à l'échelle de l'Union.
À partir de 1974, Vremya est retransmis en couleur. À cette même période, une autre édition de 30 minutes est diffusée autour de 23 h sur le programme de toute l'Union sous la forme d'une diffusion simultanée en direct de Vremia dans la zone de transmission Orbita pour l'Asie soviétique. Avant cela, les deux canaux diffusaient Vremia simultanément à 21h00, puis à nouveau le lendemain matin, quand le premier programme ouvrait son antenne vers 7 h 30 du matin (6 h 30 plus tard) avant de diffuser les programmes pour enfants et ceux pour les écoles et les collèges, tous produits avec le Ministère soviétique de l'éducation. Le programme 4 a également diffusé Vremia. Plus tard, une édition du matin est diffusée en direct à 6 h 30, juste avant l'émission du matin 120 minut.
Après l'introduction de la Glasnost à la fin des années 1980, Vremia desserre sa fidélité à la ligne du parti communiste d'URSS et commence à présenter des rapports équitables sur les événements politiques se déroulant en Europe de l'Est à l'époque. En 1987, le logo du programme apparaît pour la première fois dans le studio. En 1988, le studio utilise un décor d'images pour la première fois, et un nouveau logo, avec la lettre cyrillique B (initiale de Vremia) stylisée dans une boîte, fait son apparition. Pendant deux semaines, plus de 100 stations de télévision à travers les États-Unis diffusent Vremia du 12 au 26 février 1989, durant un essai coordonné par WGBH-TV. Le 19 août 1991, Vremia diffuse pour la première fois des images de l'imminence du coup d'État à Moscou. Le dernier journal télévisé Vremia de l'ère soviétique est diffusé fin août 1991 et disparaît de l'antenne à la suite des pressions du président russe Boris Eltsine qui considère que ce programme a été « trop lié avec le PCUS ». Divers journaux d'information ont ensuite pris le relais, sans parvenir toutefois à faire oublier le Vremia aux plus nostalgiques.
Vremia est ainsi relancé fin février 1993 puis le 14 décembre 1994, sur ORT 1 (russe : Общественное Российское Телевидение, Obshchestvennoe Rossiyskoe Televidenie, Télévision publique russe 1), à temps pour rendre compte de la menace de conflit en Tchétchénie. Le format change ensuite pour ne conserver qu'un seul présentateur, mais une double-présentation est maintenue pour les éditions spéciales, et est même incorporée dans le générique d'ouverture entre 1995 et 1996.
Le 14 mars 2022, la journaliste Marina Ovsiannikova interrompt le journal télévisé Vremia. Elle se place derrière la présentatrice, Ekaterina Andreïeva, pour protester contre l'invasion de l'Ukraine par la Russie en 2022.

## Émission

### Ligne éditoriale
À l'époque soviétique, Vremia est très pro-gouvernement et ne fait généralement pas état de nouvelles qui pourraient alimenter le sentiment anti-gouvernemental. Le journal présente des rapports qui favorisent le socialisme et dépeint l'occident d'une manière négative. La salle de presse est rattachée au Politburo du Parti communiste du Comité central de l'Union soviétique. 
Cette situation change après la Glasnost, quand un directeur de l'information est mis en place en parallèle des informations en provenance de sources officielles. Ainsi Vremia rend compte avec précision de l'effondrement des pays communistes satellites de l'Union soviétique en Europe de l'Est en 1989. Vremia est alors un programme non censuré et critique qui participe à déclencher les manifestations qui précipitent la fin de l'Union soviétique.

### Générique
De 1986 jusqu'à aujourd'hui, Vremia utilise comme générique d'ouverture le thème musical du film Время, вперёд! (Vremya, vperiod!, lit. Temps, en avant!) composé par Sviridov.

### Dimanche Vremia
Depuis la fin des années 1980, Vremia a également une édition du dimanche séparée, initialement appelée 7 Jours (russe : Семь дней, Sem 'd'nei) et connue depuis 2003 sous le nom Dimanche Vremia (russe : Воскресное Время, Voskresnoe Vremya). Ce programme diffuse un tour d'horizon des nouvelles de la semaine. Jusqu'à son lancement, Vremia n'était diffusé que du lundi au samedi.

## Présentateurs
Les présentateurs phares de la période soviétique du journal Vremia sont Igor Kirillov et Nonna Bodrova, qui l'ont conjointement présenté pendant presque 25 ans, de 1968 à 1991.

### Période soviétique
- Vera Chebeko (ru)
- Igor Kirillov : présentateur en chef, commentateur des grands événements comme les cérémonies sur la place Rouge et les visites à l'étranger des dirigeants soviétiques[5].
- Maïa Sidorova
- Evgueni Souslov
- Guennadi Chetrov
- Evgueni Kotcherguine (ru)
- Inna Ermilova
- Elena Kovalenko
- Anna Chatilova (ru)
- Youri Kovelenov
- Victor Balachov
- Aza Likhitchenko (ru)
- Galina Zimenkova
- Nonna Bodrova
- Sergueï Medvedev (ru)
- Leonid Eline
- Dina Grigorieva (ru)
- Svetlana Morgounova (ru)
- Viktor Tkatchenko (ru)

### Période russe
- Igor Vykhoukholev (ru) : 1993-2003
- Nelly Petkova : 1993-1996
- Tatiana Komarova : 1993-1995
- Igor Gmyza (ru) : 1995-1999
- Arina Charapova : 1996-1998
- Sergueï Dorenko : 1997-1999 (Programme d'information-analytique Vremya Sergueï Dorenko)
- Kirill Kleïmionov (ru) : 1998-2005
- Janna Agalakova (ru) : 1998-2007
- Olga Kokorekina (ru) : 2007-2008
- Ekaterina Andreïeva : depuis 1995
- Pavel Cheremet : 1999-2001 (Programme d'information-analytique Vremya, samedi)
- Andreï Batourine (ru) : 2003-2005 (Vremya la nuit, littéralement La nuit)
- Piotr Martchenko (ru) : 2003-2005
- Vitali Elisseïev (ru) : depuis 2007
- Piotr Tolstoï : 2005-2012 (Programme d'information-analytique Vremia, dimanche)
- Irada Zeïnalova : depuis 2012 (Programme d'information-analytique Vremia, dimanche)